# Теории сознания высшего порядка
Теории сознания высшего порядка (англ. Higher-Order Theories of Consciousness) — довольно широкая совокупность теорий, которые в качестве главного признака сознательности предлагают выделить т. н. «состояния сознания высшего порядка».
Теории сознания высшего порядка пытаются объяснить отличительные качества сознания в терминах некоторого отношения приобретения между данным сознательным состоянием и представлением высшего порядка некоторого рода (либо ВП восприятия этого состояния, либо ВП мышления о нём). Самые многообещающие качества, которые можно объяснить, вовлечены в феноменальное сознание — род состояния, которое или определяется субъективно, то есть как «чувство», или выступает вроде чего-то пережитого.
Основной вопрос, на который хотят ответить теоретики ВП сознания, состоит в том, чтобы объяснить природу сознательных состояний как таковых, то есть понять, что делает ментальные состояния сознательными ментальными состояниями.

## Роды сознания
1. Сознание как тварное сознание (creature consciousness) — то есть сознание, как свойство, которым обладает творение (человек), ясно сознающий и ощущающий. С тех пор как выявили, что бодрствование и способность ощущать выступают биологическими характеристиками, то проблема тварного сознания не требует особого решения.
2. Сознание как ментальное состояние сознания (mental-state consciousness)- то есть сознание как свойство ментального состояния, которое способно различать бессознательное и сознательное. Если сознание становится сознательным, следовательно, есть нечто, что способно быть в этом состоянии.
3. Сознание как интроспективное сознание (introspective consciousness) либо феноменальное сознание (phenomenal consciousness), то есть сознание которое обращено на собственные ментальные сознания. (Nagel 1974, 1986; Jackson 1982, 1986; McGinn 1991; Block 1995; Chalmers 1996)
Некоторые теоретики ВП уверены, что объяснить сущность сознания можно посредством объяснения природы второго типа сознания. И сделать это они предлагают посредством терминов ВП представления. Ментальное состояние есть сознательное, когда я имею ВП представление о нём.

## История возникновения
Основателем теорий высшего порядка является Д. М. Розенталь, который в 1986 году в статье «Два понятия сознания» предложил для более адекватного понимания сознательной деятельности выделить в среде ментальных состояний два уровня ментальных состояний:
- Ментальные состояния низшего порядка (НП) — ощущения, восприятия, которые происходят вследствие влияния на органы чувств объектов внешнего мира.
- Ментальные состояния высшего порядка (ВП), которые в качестве объекта, на который они направлены, берут любые другие ментальные состояния.
- Ментальные состояния НП становятся сознательными только тогда, когда они становятся объектом ВП ментальных состояний. Само по себе НП ментальное состояние, если оно не попадёт в поле внимания ВП ментальных состояний, сознательным не станет. То есть я не буду осознавать большинство привычных, часто повторяющихся ощущений, например, ощущение того, какие именно клавиши чувствуют мои руки, когда я печатаю «вслепую».

## Мотивация для подходов высшего порядка
Теории высшего порядка, подобно когнитивным/репрезентативным теориям в общем полагают, что верным уровнем на котором можно объяснить феноменальное сознание это когнитивный уровень, обеспечивающий объяснение в терминах некоторой комбинации причинной роли и интенционального содержания. Все такие теории утверждают, что феноменальное сознание состоит из определённого рода интенционального или репрезентативного содержания (аналог), изображенного в конечном итоге в причинной архитектуре мышления. Поэтому они должны утверждать, что те, более поздние, виды ментальных свойств уже не подразумевают или предполагают феноменальное сознание. Фактически, все когнитивные основания объединены в тезис (который впоследствии был отклонён) о том, что подлинные свойства мышления или ментальности уже предполагают феноменальное сознание, как, например, предполагал Сёрль (1992, 1997).
Основным мотивом для ВП теорий сознания, выступает вера в то, что все типы ментальных состояний допускают как сознательные, так и бессознательные множества. Простой аргумент Лукана (2001b) — если мы различаем сознательные и бессознательные ментальные состояния, то сознательные состояния — такие, когда мы осознаём. Поскольку осознание является формой человеческого сознания, то мы можем рассматривать сознательные состояния как «состояния в которых человек осознаёт». Т.о. это состояния, когда есть объекты некоторого рода ВП представления.

## Двойная проблема сознания
Сознательные состояния являются центральной особенностью нашей бодрствующей жизни. Когда мы вглядываемся в яркое множество опадающих листьев, как они меняют цвета, ощущаем запах жаренного лука или касаемся мягкой кожи младенца мы воспринимаем чувство, уникальное в каждом акте опыта. Есть нечто схожее обладанию этими чувствами, но что именно? Хотя сознательные состояния постоянно присутствуют в нашей повседневной жизни, мы редко рефлексируем над их природой, а когда мы это делаем, то оказывается что их тщетно пытаться описать. Мы указываем на содержания сознания, которые мы сознаем о и на качества, ассоциируемые с этими содержаниями: красные и желтые листья, резкий запах лука, мягкость кожи. Отличительный характер каждого из этих качеств указывает на одну проблему сознания: как вычислить отличие между красным и жёлтым, острым и сладким, гладким и шершавым и пр. И вторая проблема, центральная для теории высшего порядка, состоит в том, как объяснить, что общего между всеми сознательными состояниями, что схожего в обладании чувствами любого рода? Иными словами, теории сознания высшего порядка предлагают объяснить природу сознательных состояний как таковых.

## Решение высшего порядка
Для того, чтобы вычислить природу сознательных состояний, вопрос на который будет отвечать теоретик высшего порядка должен звучать так: почему есть нечто подобное, способное быть в сознательном состоянии, когда ничего подобного нет в бессознательных состояниях, таких как состояния комы ли сна? Каково различие между эти двумя типами состояний? Как отмечено выше, высоко-порядковое основание сознания предполагает, что ментальное состояние становится сознательным только тогда, когда оно становится состоянием высшего порядка — либо мышлением, либо восприятием — о нём.
Например, когда я просыпаюсь, я чувствую жуткую боль в колене, но занимаясь активной деятельностью в течение дня я совсем забываю о боли, так, что эта боль перестанет задевать. Однако, при каждом перерыве, боль возвращается с новой силой. В свете подобных чувств и биологических основ, разумно отметить, что ощущение боли у меня такое же как и утром, остается на протяжении всего дня, хотя осознавать боль я могу только изредка. ВП теория фиксирует интуитивную достоверность этого объяснения, описывающего сознание боли в терминах ВП мышления или восприятия о ином бессознательном болевом состоянии. Когда я забываю о боли, ВП состояния нет, и т.о. я остаюсь без сознания о боли. Позднее днём, ВП состояние о боли возвращается и в преимущество этого ВП состояния я снова сознаю боль.
ВП состояние всегда о НП состоянии, и это говорит о том, что между ВП и НП состояниями есть интенциональные отношения.
Мышление и восприятие — это два схожих сорта интенциональных состояний.
Мысли могут быть:
- О предметах в мире (лук)
- Об абстрактных предметах (числа)
- О других мыслях, как когда я много думаю о сознании

Восприятия могут быть:
- О предметах мира, как когда я режу лук. Восприятия детальнее, чем мышление фиксируют широкий набор чувствительных различий.
- Об абстрактных моментах или мыслях (но здесь не совсем ясно). Например, это возможно, когда мы видим цифру 3, означающее число, которое оно представляет.
- О других мыслях, выраженных в восприятии внутренней речи.

Различия между мыслями и восприятиями приводит доводы в поддержку каждой формы ВП основания.